# Hyloscirtus palmeri
Espèce
Synonymes
- Hyla palmeri Boulenger, 1908

Statut de conservation UICN

 LC  : Préoccupation mineure
Hyloscirtus palmeri est une espèce d'amphibiens de la famille des Hylidae.

## Répartition
Cette espèce se rencontre entre 100 et 1 600 m d'altitude :
- dans le centre du Costa Rica ;
- dans le centre du Panama ;
- en Colombie sur le versant pacifique de la cordillère Occidentale, sur le versant Nord et au Nord du versant Est de la cordillère Centrale et au Nord du versant Ouest de la cordillère Orientale ;
- dans le nord de l'Équateur sur le versant pacifique de la cordillère Occidentale.

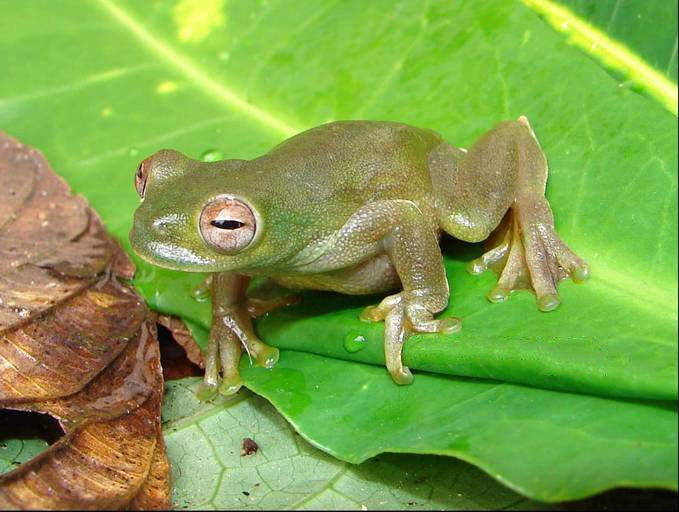
Hyloscirtus palmeri

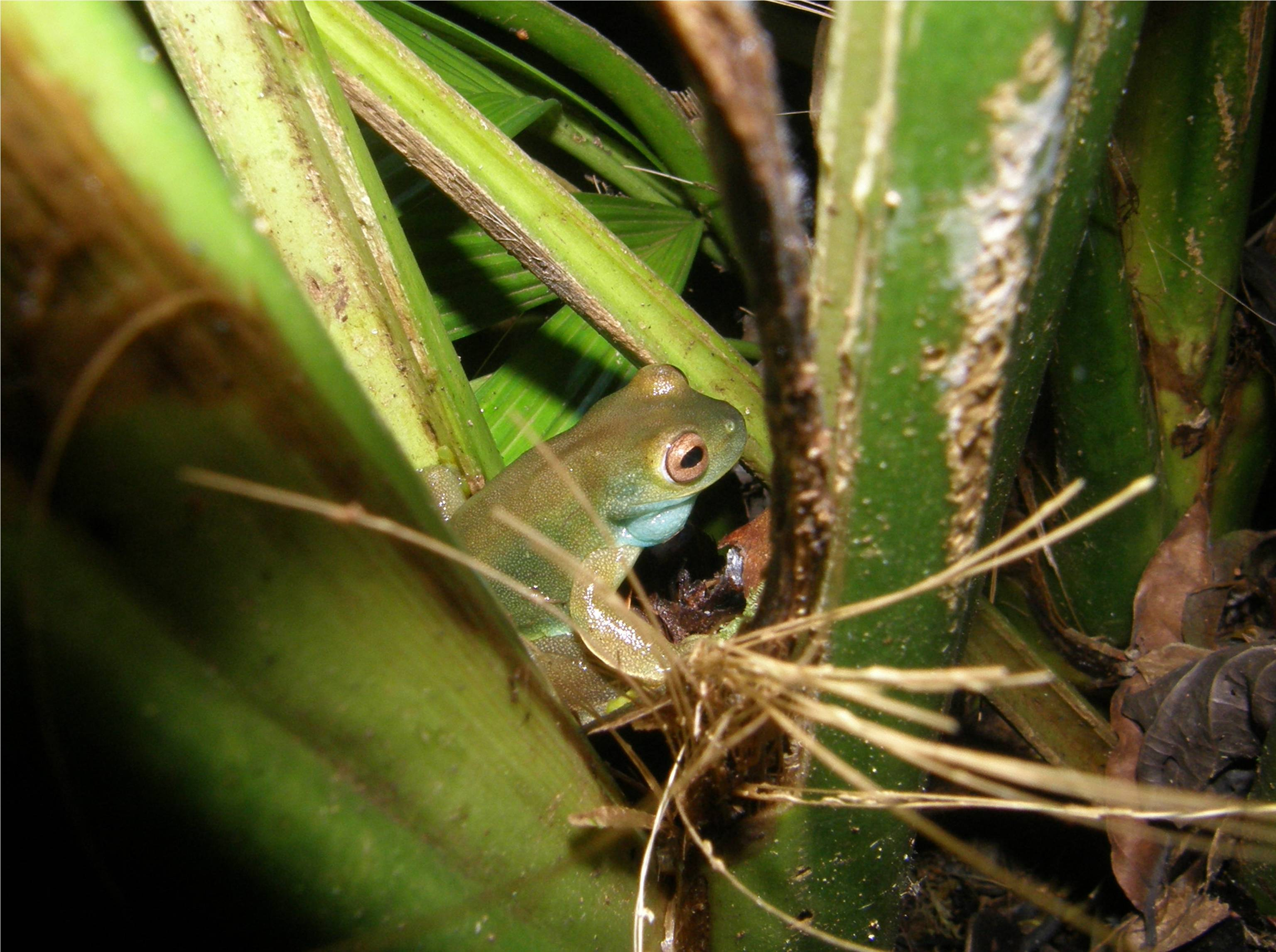
Hyloscirtus palmeri

## Étymologie
Cette espèce est nommée en l'honneur de Mervyn Grove Palmer (1882-1954).

## Publication originale
- Boulenger, 1908 : Descriptions of new Batrachians and Reptiles discovered by Mr. M. G. Palmer in South-western Colombia. Annals and Magazine of Natural History, sér. 8, vol. 2, no 12, p. 515-522 (texte intégral).